# Біблійна історія
Біблійна історія — умовний термін, що означає історичну реконструкцію всіх подій, що описані у Біблії. У богословському сенсі поняття біблійної історії збігається з поняттям «священна історія», або «історія спасіння». До 19 століття існувала також як наука в межах історіографії.

## В історіографії
Біблійна історіографія 19-20 століть поступово відмовилася від самої ідеї біблійної історії й зберегла її як ціле лише для популярних і навчальних курсів. Останньою науково-богословською спробою дати загальну картину біблійної історії була праця Лопухіна «Біблійна історія у світлі новітніх досліджень і відкриттів», що починалася з сотворіння світу й закінчувалася апостольським часом. Але й ця робота вже зустріла різку критику з боку православних богословів, котрі засумнівалися у правомірності біблійної історії як особливого історіографічного жанру. Більшість критиків вважало, що біблійна історія повинна розглядати лише історію релігії в рамках історії стародавнього Ізраїлю (починаючи з Авраама) і первісного християнства. Вказувалося, зокрема, що Пролог Книги Буття (розд. 1-11) охоплює занадто великий відрізок часу і висвітлений занадто схематично (з головним акцентом на богословському вченні), щоб його зміст можна було ставити в один ряд з іншими розділами Старого Заповіту.

## У богослов'ї
У біблійному богослов'ї цінність поняття біблійної історії (як «історії спасіння») зберігається, хоча і викликає дискусії.
У протестантів не існує єдиної концепції щодо біблійної історії. Одні богослови радікально відкидають значення історичних фактів (тенденція, що йде від Лессінга та знайшла у 20 столітті відображення у Бультмана) і вважають важливим лише внутрішній, екзистенційний аспект біблійних сказань. Інші (наприклад, Кульман), визнаючи роль внутрішнього чинника, переконані, що самі події біблійної історії мають величезне значення.
Православна і католицька точки зору походять з ідеї біблійної історії як історії домобудівництва, осмисленої ще Святими Отцями. Однак не всі екзегети згодні у визначенні хронологічних рамок в історії спасіння. Якщо для прот. С. Булгакова і Тейяра де Шардена ця історія має космічнний вимір, то інші богослови (Клінгер) бачать її початок у першій сотеріологічній події Старого Заповіту - Виході. За словами Клінгера, «період від Виходу одного народу до есхатологічних звершень в інших народів може бути у вузькому сенсі названий історією спасіння». 

### Сайти
- История библейская // Библиологический словарь[недоступне посилання з травня 2019]